# Futurologie
Futurologie je teorie o budoucnosti nebo se též zabývá výzkumem možných budoucností, tzn. alternativ budoucnosti. Jako první tento termín použil Karl Osip Flechtheim.
Futurologie je vědním odvětvím, které se zabývá předpovídáním budoucnosti. Užití tohoto oboru je široké, například v astronomii, teologii, ale i v designu, technologii a biologii.